# Enrique López Zarza
Enrique López Zarza (* 25. Oktober 1957 in Mexiko-Stadt) ist ein ehemaliger mexikanischer Fußballspieler, dessen Stammposition sich im Mittelfeld befand, und heutiger Fußballtrainer.

## Leben

### Verein
López erhielt seinen ersten Profivertrag in der Saison 1975/76 beim Club Universidad Nacional, bei dem er bis 1983 unter Vertrag stand und mit dem er mehrere Titel gewann: zweimal den CONCACAF Champions’ Cup (1980 und 1982), einmal die Copa Interamericana (1981) und mindestens einmal die mexikanische Meisterschaft, zu dessen Meisterkader er nachweislich in der Saison 1980/81 gehörte (vgl. erstgenannten Weblink unten). Weil er in der Saison 1976/77, in der die Pumas den ersten Meistertitel ihrer Vereinsgeschichte gewinnen konnten, dort ebenfalls unter Vertrag stand, dürfte ihm vermutlich auch dieser Titel gutgeschrieben werden. 
Zwischen 1983 und 1987 stand er beim Puebla FC und in der darauffolgenden Saison 1987/88 beim CF Atlante unter Vertrag. Danach stand er drei Jahre bei den Cobras Ciudad Juárez unter Vertrag, bevor er seine aktive Laufbahn unterbrach, um den Nachwuchs der Pumas de la UNAM zu trainieren. In der Saison 1992/93 spielte er noch einmal aktiv beim amtierenden Meister Club León, wo er seine aktive Karriere am Saisonende beendete.

### Nationalmannschaft
Sein Debüt im Dress der mexikanischen Nationalmannschaft gab Enrique López in einem am 15. Februar 1978 ausgetragenen Freundschaftsspiel, das mit 5:1 gegen El Salvador gewonnen wurde. Sein letztes Länderspiel bestritt er am 18. September 1984 in einem Spiel gegen Argentinien, das 1:1 endete. 
Höhepunkt seiner Länderspielkarriere war die Teilnahme an der Fußball-Weltmeisterschaft 1978, bei der López die erste Halbzeit des zweiten Vorrundenspiels gegen Deutschland bestritt, das mit 0:6 verloren wurde und die höchste WM-Niederlage in der Geschichte der Mexikaner ist.  

### Trainer
Nach dem Ende seiner aktiven Karriere am Ende der Saison 1992/93 übernahm er den Posten als Cheftrainer des Nachwuchses der UNAM Pumas, den er schon einmal in der Saison 1991/92 ausgeübt hatte. Diese Tätigkeit übte er drei Jahre lang aus. 
In den folgenden Jahren hatte er kurzzeitige Engagements als Cheftrainer bzw. Assistenztrainer bei diversen Vereinen (siehe Infobox). Seit 2010 trainiert er die in der zweiten Liga spielenden Pumas Morelos.

## Erfolge

### Als Spieler
- Mexikanischer Meister: 1976/77 (?), 1980/81
- CONCACAF Champions’ Cup: 1980, 1982
- Copa Interamericana: 1981

### Als Trainer
- Zweitligameister: Invierno 1998 (mit Venados de Yucatán, dem “Vorgängerverein” des Mérida FC).